# Mctears
McTears är ett skotskt auktionshus som grundades i mitten på 1800-talet och är nu ett av Storbritanniens största oberoende företag i auktionsbranschen. McTears har specialistauktioner för bland annat smycken, vin och sprit och fotografi.